# Thozamile Taki
Thozamile Taki (nascido em 1971) é um ladrão e assassino em série da África do Sul que matou 13 mulheres com idades entre 18 e 25 anos nos primeiros meses de 2007, jogando seus corpos em plantações agrícolas. Por isto, se tornou conhecido também como "O Assassino da Cana de Açúcar" (em inglês: The Sugarcane Killer).   
Cumpre prisão perpétua e o juiz responsável pelo caso disse quando leu a sentença: "quando ele atraiu essas mulheres, ele foi encantador e gentil, um verdadeiro chacal em pele de cordeiro. Mas, no tribunal, vi como ele sorria quando as testemunhas choravam. Ele foi insensível e não demonstrou nenhum remorso por seus atos perversos". 

## Crimes
Taki assassinou 11 vítimas nas plantações de cana-de-açúcar ao redor da cidade de Umzinto, na costa sul de KwaZulu-Natal. Também fez duas vítimas nas plantações de chá perto de Port St. Johns, em Cabo Oriental. Partes do corpo de algumas de suas vítimas teriam sido fornecidas a um curandeiro tradicional local ou sangoma. 
No entanto, antes dos assassinatos, ele já havia sido condenado por arrombamento em 1997 e roubo em 1999.

### Modus operandi
Se apresentando como um recrutador, Taki atraía as vítimas para dentro de um veículo com a promessa de uma entrevista de emprego. Depois as levava para plantações, onde as desnudava e roubava dinheiro e celulares. Matava geralmente por estrangulamento. Há suspeita de que ele também estuprava as mulheres, mas os corpos, alguns queimados, estavam num estado de decomposição que não permitiu precisar este crime. 

### Vítimas
Noxolo Mpande, Rose Mjoli, Khanyisile Ncayiyana da cidade de Bizana; Nonjabulo Mpanza, Makhosi Mgobhozi e Philisiwe Mpanza da cidade de Efolweni; Thandazile Bhokoda e Siziwe Tshongaye da cidade de Lusikisiki; Nosisa Nozozo, de Libode; Charity Mthethwa, de Tongaat; Thandeka Mthebeni, de Matatiyela; Nombali Ngcobo, dea cidade de uMzinyathiweni; e Cherity Khumalo de KwaMashu.  

## Investigações
"Domingo, 9 de setembro de 2007. O dia começou como qualquer outro para os moradores de Shayamoya, em Umzinto, na costa sul de KwaZulu-Natal. Isto é, até que um cachorro levou a cabeça em decomposição de uma mulher para a cidade", escreveu o IOL em setembro de 2021, explicando que, seguindo o caminho feito pelo animal, que levou até uma plantação de cana de açúcar, nas semanas seguintes, até novembro, 11 corpos foram achados no local. 
Em conversas com os familiares das vítimas, a polícia descobriu que em comum elas tinham tido contado com um recrutador. Os investigadores descobriram uma mulher que havia conversado com Taki, mas desistido do contrato. Foi ela que o identificou. Os policiais também rastrearam celulares das vítimas e chegaram até a cunhada de Taki, em Stanger, na costa norte de KZN. Foi ela quem deu o endereço do criminoso. 

## Prisão e pena
Taki foi preso às 2h da madrugada de 24 de setembro de 2007, em Weldebach, Chatsworth, após os policiais entrarem na casa onde ele e sua namorada, Hlengiwe Nene, moravam. No local, os policiais encontraram celulares e roupas pertencentes a algumas das vítimas. 
Enquanto esperava o julgamento, tentou escapar da prisão de Westville durante em 21 de fevereiro de 2010, juntamente com outros oito prisioneiros. No entanto, caiu do telhado de sua cela no quarto andar, ferindo-se gravemente enquanto seus cúmplices escapavam com sucesso. Seu julgamento foi adiado até sua recuperação.  
Em 23 de dezembro de 2010, foi condenado a 13 sentenças de prisão perpétua e 208 anos de prisão por assalto. 
"Sua presença fora da prisão representaria um perigo para qualquer mulher e acredito que, se ele não tivesse sido pego em 2007, teria continuado com sua matança. Portanto, é minha intenção com esta sentença que ele passe o resto de sua vida na prisão. Espero que o Departamento de Serviços Correcionais tome conhecimento da minha intenção e se abstenha de deixá-lo em liberdade condicional", disse o juiz King Ndlovu. 